# Halowe Mistrzostwa Ameryki Południowej w Lekkoatletyce 2022
2. Halowe Mistrzostwa Ameryki Południowej w Lekkoatletyce – zawody lekkoatletyczne, które odbyły się w dniach 19-20 lutego 2022 w Cochabambie.

## Rezultaty

### Mężczyźni
| Konkurencja               | 1. miejsce                                                                       | Wynik     | 2. miejsce                                                                  | Wynik     | 3. miejsce             | Wynik     |
| ------------------------- | -------------------------------------------------------------------------------- | --------- | --------------------------------------------------------------------------- | --------- | ---------------------- | --------- |
| Bieg na 60 m              | Felipe Bardi                                                                     | 6,62      | David Vivas                                                                 | 6,63      | Franco Florio          | 6,70      |
| Bieg na 400 m             | Lucas Carvalho                                                                   | 46,85     | Javier Gómez                                                                | 47,25     | Pedro Luiz de Oliveira | 47,48     |
| Bieg na 800 m             | Lucirio Antonio Garrido                                                          | 1:52,12   | Eduardo Moreira                                                             | 1:52,40   | Guilherme Kurtz        | 1:52,71   |
| Bieg na 1500 m            | David Ninavia                                                                    | 3:56,16   | José Daniel González                                                        | 3:57,13   | Guilherme Kurtz        | 3:57,58   |
| Bieg na 3000 m            | Daniel Toroya                                                                    | 8:38,29   | Ederson Pereira                                                             | 8:40,96   | José Daniel González   | 8:49,80   |
| Bieg na 60 m przez płotki | Rafael Pereira                                                                   | 7,58 =    | Gabriel Constantino                                                         | 7,72      | Agustín Carrera        | 7,85      |
| Sztafeta 4 × 400 m        | Wenezuela Leodan Torrealba · Lucirio Antonio Garrido · Ryan López · Javier Gómez | 3:16,91   | Boliwia Tito Hinojosa · Juan Manuel Gareca · Alberto Antelo · Nery Peñaloza | 3:17,87   | N/A                    | N/A       |
| Skok wzwyż                | Thiago Moura                                                                     | 2,22      | Carlos Layoy                                                                | 2,16 =    | José André Camacho     | 1,90      |
| Skok o tyczce             | Augusto de Oliveira                                                              | 5,50      | Abel Curtinove                                                              | 5,05      | N/A                    | N/A       |
| Skok w dal                | José Luis Mandros                                                                | 8,17      | Emiliano Lasa                                                               | 8,10      | Samory Fraga           | 7,82      |
| Trójskok                  | Alexsandro Melo                                                                  | 16,62     | Almir dos Santos                                                            | 16,59     | Leodan Torrealba       | 16,55     |
| Pchnięcie kulą            | Darlan Romani                                                                    | 21,71     | Willian Dourado                                                             | 19,83     | Ignacio Carballo       | 19,04     |
| Siedmiobój                | Felipe dos Santos                                                                | 5799 pkt. | Georni Jaramillo                                                            | 5552 pkt. | José Fernando Santana  | 5489 pkt. |

### Kobiety
| Konkurencja               | 1. miejsce                                                             | Wynik     | 2. miejsce                                                                                   | Wynik     | 3. miejsce             | Wynik    |
| ------------------------- | ---------------------------------------------------------------------- | --------- | -------------------------------------------------------------------------------------------- | --------- | ---------------------- | -------- |
| Bieg na 60 m              | Rosângela Santos                                                       | 7,24      | Vitória Cristina Rosa                                                                        | 7,25      | Macarena Borie         | 7,43     |
| Bieg na 400 m             | Tábata de Carvalho                                                     | 54,81     | Liliane Parrela                                                                              | 55,37     | Noelia Martínez        | 55,88    |
| Bieg na 800 m             | Déborah Rodríguez                                                      | 2:18,23   | Jaqueline Weber                                                                              | 2:18,58   | Martina Escudero       | 2:19,33  |
| Bieg na 1500 m            | Jhoselyn Camargo                                                       | 4:39,33   | Tatiana Poma                                                                                 | 4:46,49   | Jaqueline Weber        | 4:49,42  |
| Bieg na 3000 m            | Lizeth Veizaga                                                         | 10:47,84  | Eva Fernández                                                                                | 11:09,00  | Elisângela de Oliveira | 11:40,68 |
| Bieg na 60 m przez płotki | Ketiley Batista                                                        | 8,41      | Diana Bazalar                                                                                | 8,48      | Valentina Polanco      | 8,62     |
| Sztafeta 4 × 400 m        | Boliwia Lucía Sotomayor · Mariana Arce · Tania Guasace · Cecilia Gómez | 3:47,37   | Argentyna Martina Escudero · Valentina Polanco · María Florencia Lamboglia · Noelia Martínez | 3:59,15   | N/A                    | N/A      |
| Skok wzwyż                | Sarah Freitas                                                          | 1,79      | Arielly Rodrigues                                                                            | 1,73      | Carla Ríos             | 1,70     |
| Skok o tyczce             | Isabel de Quadros                                                      | 4,10      | Alejandra Arévalo                                                                            | 4,00      | Juliana Campos         | 3,80     |
| Skok w dal                | Nathalee Aranda                                                        | 6,43      | Rocío Muñoz                                                                                  | 6,29      | Eliane Martins         | 6,23     |
| Trójskok                  | Gabriele dos Santos                                                    | 13,89     | Liuba M. Zaldívar                                                                            | 13,66     | Silvana Segura         | 13,31    |
| Pchnięcie kulą            | Lívia Avancini                                                         | 17,52     | Ivana Gallardo                                                                               | 17,03     | Milena Sens            | 16,59    |
| Pięciobój                 | Raiane Procópio                                                        | 3921 pkt. | Camila Jiménez                                                                               | 3202 pkt. | N/A                    | N/A      |

## Klasyfikacja medalowa
Kolorem niebieskim oznaczono kraj organizujący mistrzostwa.
| Miejsce | Państwo   | Złoto | Srebro | Brąz | Razem |
| ------- | --------- | ----- | ------ | ---- | ----- |
| 1.      | Brazylia  | 16    | 10     | 10   | 36    |
| 2.      | Boliwia   | 5     | 4      | 2    | 11    |
| 3.      | Wenezuela | 2     | 4      | 2    | 8     |
| 4.      | Peru      | 1     | 2      | 1    | 4     |
| 5.      | Urugwaj   | 1     | 1      | 0    | 2     |
| 6.      | Panama    | 1     | 0      | 0    | 1     |
| 7.      | Argentyna | 0     | 2      | 6    | 8     |
| 8.      | Chile     | 0     | 2      | 1    | 3     |
| 9.      | Ekwador   | 0     | 1      | 0    | 1     |
| Razem   | Razem     | 26    | 26     | 22   | 74    |